# Jagannathapura, Koratagere
Jagannathapura là một làng thuộc tehsil Koratagere, huyện Tumkur, bang Karnataka, Ấn Độ.